# Helmut Plüschau
Helmut Plüschau (* 1. September 1934 in Hetlingen; † 12. Juli 2025) war ein deutscher Kaufmann und Politiker (SPD). Bekannt wurde er als Gegner der IHK-Beitragspflicht.

## Leben
Plüschau wurde in Hetlingen geboren. Nach dem Schulabschluss absolvierte er in den Jahren 1950 bis 1953 eine kaufmännische Ausbildung. Er war unter anderem im Außendienst und als Prokurist tätig. 1965 trat er in die SPD ein und war Mitglied des Rats der Stadt Wedel und 14 Jahre Kreistagsabgeordneter des Kreises Pinneberg. Ab 1984 arbeitete er als selbstständiger Kaufmann und wurde 1996 Mitinhaber einer Firma für Kommunikationstechnologie in Hamburg.
Im Jahr 1996 wurde er im Landtagswahlkreis Pinneberg-Elbmarschen in den Landtag Schleswig-Holsteins gewählt. Im Jahr 2000 errang er erneut das Direktmandat des Wahlkreises. Dem Landtag gehörte er bis Ablauf der Wahlperiode 2005 an und war Mitglied in verschiedenen Ausschüssen, etwa im Agrarausschuss, im Eingabenausschuss und im Innen- und Rechtsausschuss. Dem Pallas-Untersuchungsausschuss gehörte er 1999/2000 als stellvertretendes Mitglied an.
Im Jahr 1995 verweigerte er die Zahlungen an die Industrie- und Handelskammer (IHK) und gehörte 1996 zu den Initiatoren des Interessenverbandes der IHK-Verweigerer, aus dem der Bundesverband für freie Kammern entstand.
Plüschau war verheiratet und Vater zwei Kinder.

## Auszeichnungen
- 2007: Verdienstmedaille des Verdienstordens der Bundesrepublik Deutschland